# Effie Kapsalis
Effie Kapsalis (21 de abril de 1971 - 11 de dezembro de 2022) foi uma ativista em prol do conhecimento aberto estadunidense. Teve um papel destacado em iniciativas culturais digitais, especialmente as realizadas na Smithsonian Institution .

## Primeiros anos
Kapsalis nasceu em 21 de abril de 1971 em Chicago, Illinois . Ela se formou na Indiana University Bloomington com especialização em letras e literatura francesas. Ela obteve um mestrado na University of the Arts (Philadelphia) em design industrial e tecnologia pervasiva.

## Carreira
Como analista sênior de programas digitais da Smithsonian, Kapsalis liderou a equipe responsável por disponibilizar online 2,8 milhões de imagens bidimensionais e tridimensionais de alta resolução das coleções do instituto em 2020. Ela trabalhou para tornar as coleções de arquivos do Smithsonian mais acessíveis online e escreveu uma série de blogs intitulada Wonderful Women Wednesday . O trabalho de Kapsalis foi apresentado no Open Minds… da Creative Commons em 2021.
Em 2013, Kapsalis e Sara Snyder receberam o prêmio inaugural da Wikimedia District of Columbia por seu trabalho no Smithsonian Institute, incentivando as pessoas a aprender como editar a Wikipédia.
Em 2016, Kapsalis fez parte do painel South by Southwest (SXSW), 'Give It Away to Get Rich: Open Cultural Heritage', no qual ela apresentou seu relatório de 2016 'The Impact of Open Access on Galleries, Libraries, Museus e Arquivos'.
Depois de uma longa batalha contra a depressão, Kapsalis morreu por suicídio em sua casa em Maryland, em 11 de dezembro de 2022, aos 51 anos

## Publicações
- Kapsalis, Effie (2 de janeiro de 2019). «Wikidata: Recruiting the Crowd to Power Access to Digital Archives». Journal of Radio & Audio Media (em inglês). 26 (1): 134–142. ISSN 1937-6529. doi:10.1080/19376529.2019.1559520
- Kapsalis, Effie (1 de junho de 2016). «Making History with Crowdsourcing». Collections: A Journal for Museum and Archives Professionals. 12 (2): 187–197. doi:10.1177/155019061601200211
- Kapsalis, Effie (27 de abril de 2016). «The Impact of Open Access on Galleries, Libraries, Museums, & Archives» (PDF). Smithsonian Institution. Consultado em 15 de dezembro de 2022
- Kapsalis, Effie, et al. (17 September 2009). "Smithsonian Team Flickr: a library, archives, and museums collaboration in web 2.0 space" (PDF). Archive Science. 8 (4):267–277. https://doi.org/10.1007/s10502-009-9089-y. Open access deposit. Retrieved 8 January 2023.